# Echinospongilla brichardi
Echinospongilla brichardi är en svampdjursart som först beskrevs av Brien 1974.  Echinospongilla brichardi ingår i släktet Echinospongilla och familjen Potamolepiidae.
Artens utbredningsområde är Tanzania. Inga underarter finns listade i Catalogue of Life.